# 下山古墳 (臼杵市)
下山古墳（しもやまこふん）は、大分県臼杵市大字諏訪にある古墳。1957年7月10日に国の史跡に指定されている。

## 概要
芝尾地区南側の丘陵にある、全長68メートル、後円部径46メートル、前方部幅37メートルのヒサゴ形の前方後円墳である。後円部には造り出し、陪塚が付属している。5世紀中頃の築造と推定されている。
前方部と後円部の境目付近には石甲1基が立っている。大分県で石甲を有する古墳は、下山古墳と、同じく臼杵市にある臼塚古墳の2つのみである。
後円部には、長さ2.5メートル、幅1.3メートル、高さ1メートルの組合せ式家形石棺があり、石棺の蓋には帯状文が浮き彫りされている。石棺からは、1951年（昭和26年）3月に大分県による発掘調査が行われた際に、男女2体の人骨をはじめ、副葬品として、銅鏡、管玉、鉄刀、鉄鏃、鉄てい（加工前の材料）などが出土している。
現在は、石棺上には覆屋が設けられるとともに、周囲には芝生が植えられて、整備されている。